# Brotogeris chrysoptera
El periquito ala dorada o catita alidorada (Brotogeris chrysoptera) es una especie de ave ide la familia Psittacidae, que se encuentra en Brasil, Guayana francesa, Guyana, Surinam y Venezuela, en el oriente de la Amazonia y el bajo Orinoco.

## Hábitat
Habita en el bosque húmedo de tierra firme, la caatinga y campos adyacentes a los bosques, por debajo de los 1.200 m de altitud.

## Descripción
Mide entre 17 y 18 cm de longitud. Su plumaje es predominantemente verde. Presenta en el centro del ala una característica mancha anaranjada o dorada, en tanto los extremos de las alas son de color azul, más visible en vuelo. La corona es azulada y presenta pequeños parches anaranjados en la frente y la garganta. La cola es corta y terminó en una punta. El pico es color cuerno. El anillo ocular es blancuzco y sin plumas; el iris es de color marrón oscuro y las patas color carne.

## Alimentación
Se alimentan principalmente de frutas. Es común observar a más de 100 periquitos comiendo en el dosel. Ruidosos cuando vuelan, son silenciosos cuando se alimentan.

## Reproducción
La temporada de reproducción se cae en el período de noviembre a abril. Vive en pequeños grupos 8 a 16 individuos durante la temporada reproductiva. Hacen sus nidos en troncos huecos que ocupan en los árboles secos y en los montículos de termitas. La hembra pone 3 a 4 huevos.